# Страшная история
«Страшная история» — советский мультфильм для детей снятый на киностудии «Союзмультфильм» в 1979 году режиссёром Галиной Бариновой по сценарию Альберта Иванова.

## Сюжет
Однажды вечером Суслик засиживается в гостях у своего друга, хомяка Хомы, когда они вместе рассказывают друг другу истории. Вскоре он понимает, что надо идти домой.
Но Суслика одолевает страх, и он просит Хому рассказать какую-нибудь его историю. Хома рассказывает историю, когда светлым днём Суслик отправился в поле погулять, но наступила ночь, и он вернулся домой и спать лёг. Суслику удаётся побороть страх, и он возвращается домой, спокойно и радостно. Лиса, которая до этого подстерегала его у домика Хомы, ничего не понимает.
В это время Хоме, который смеялся над трусостью Суслика, снится сон, где он светлым днём гуляет по полю, и на него неожиданно нападает Лиса и Хома убегает от неё.
Хома просыпается и убегает из своего домика. Во время бега он пугает Лису, и та убегает. Хома оказывается дома у Суслика, и, когда тот просыпается, говорит: "Так и быть, у тебя переночую". Хома и Суслик смеются над получившейся историей.

## Создатели
| Автор сценария            | Альберт Иванов                                     |
| Режиссёр                  | Галина Баринова                                    |
| Художники-постановщики    | - Галина Баринова - Нина Николаева                 |
| Оператор                  | Михаил Друян                                       |
| Композитор                | Владимир Кривцов                                   |
| Звукооператор             | Владимир Кутузов                                   |
| Художники-мультипликаторы | - Людмила Лобанова - Владимир Пальчиков            |
| Художник                  | Анна Атаманова                                     |
| Роли озвучивали:          | - Анатолий Щукин — Хома - Костя Завалишин — Суслик |
| Ассистент режиссёра       | Л. Морозова                                        |
| Ассистент оператора       | Е. Кунакова                                        |
| Монтажёр                  | Елена Тертычная                                    |
| Редактор                  | Елена Михайлова                                    |
| Директор картины          | Любовь Бутырина                                    |

## Издания на DVD
Мультфильм переиздавался на DVD в сборниках мультфильмов:
- «Весёлые приключения», «Союзмультфильм», мультфильмы на диске:
  - «Лягушка-путешественница» (1965)
  - «Приключения Хомы» (1978)
  - «Раз — горох, два — горох…» (1981),
  - «Страшная история» (1979)
  - «Он попался!» (1981)
  - «Попался, который кусался» (1983)
  - «На воде» (1986)
  - «Приключение на плоту» (1981)

(Источник — Аниматор.ру)

## Аудиосказка
В 1990-е годы на аудиокассетах изданием Twic Lyrec была выпущена аудиосказка по одноимённому мультфильму с текстом Александра Пожарова.

## Отзывы
Основной темой творчества Галины Бариновой стали русские сказки для малышей о животных, рассказанные ненавязчиво, лёгким языком, с юмором и запоминающимися мелодиями. Среди удач — «Жирафа и очки», «Страшная история», «Хитрая ворона», «Медведь — липовая нога». Во всех своих фильмах Галина Баринова выступает и в качестве художника-постановщика.— 